# Каллум Макгрегор
Каллум Макгрегор (англ. Callum McGregor, нар. 14 червня 1993, Глазго) — шотландський футболіст, півзахисник клубу «Селтік». Виступав за збірну Шотландії.

## Клубна кар'єра
Народився 14 червня 1993 року в місті Глазго. Вихованець футбольної школи клубу «Селтік» зі свого рідного міста. Він голосно заявив про себе зробивши хет-трик у молодіжному Кубку Шотландії проти «Квін оф зе Саут». Влітку 2013 року для отримання ігрової практики Каллум на правах оренди перейшов у англійський «Ноттс Каунті». 10 серпня в матчі проти «Пітерборо Юнайтед» Макгрегор дебютував у Першій лізі Англії. 14 вересня в поєдинку проти «Мілтон Кейнс» він забив свій перший гол за «Каунті». Всього взяв участь у 37 матчах чемпіонату і забив 12 голів.
Влітку 2014 року Каллум повернувся в «Селтік». 15 липня в матчі кваліфікаційного раунду Ліги чемпіонів проти ісландського «Рейк'явіка» він дебютував за «кельтів», забивши єдиний гол у протистоянні. У відбірковому турнірі Магрегор також вразив ворота польської «Легії» і словенського «Марибора». 13 серпня в матчі проти «Сент-Джонстона» він дебютував у шотландському Прем'єршипі. У цьому ж поєдинку він забив свій перший гол за «кельтів» у чемпіонаті. Загалом з рідним клубом став триразовим чемпіоном Шотландії, дворазовим володарем Кубка шотландської ліги, а також володарем Кубка Шотландії. Станом на 30 грудня 2017 року відіграв за команду з Глазго 96 матчів в національному чемпіонаті.

## Виступи за збірні
2008 року дебютував у складі юнацької збірної Шотландії, взяв участь у 21 грі на юнацькому рівні, відзначившись 11 забитими голами.
2012 року залучався до складу молодіжної збірної Шотландії. На молодіжному рівні зіграв у 5 офіційних матчах, забив 1 гол.
У жовтні 2017 року Макгрегор був викликаний у національну збірну на два відбіркових матчі до ЧС-2018 проти Словаччини та Словенії, але залишився на лавці під час обох ігор. Дебютував він за збірну місяць потому, в товариському матчі проти Нідерландів (0:1).
9 серпня 2024 року оголосив про завершення кар'єри в збірній Шотландії. Упродовж 7 років провів 63 поєдинки, в яких забив 3 голи.

## Статистика виступів

### Статистика клубних виступів
| Сезон              | Команда            | Чемпіонат          | Чемпіонат | Чемпіонат | Національний кубок | Національний кубок | Національний кубок | Континентальні кубки | Континентальні кубки | Континентальні кубки | Інші змагання | Інші змагання | Інші змагання | Усього | Усього |
| Сезон              | Команда            | Ліга               | Ігор      | Голів     | Ліга               | Ігор               | Голів              | Ліга                 | Ігор                 | Голів                | Ліга          | Ігор          | Голів         | Ігор   | Голів  |
| ------------------ | ------------------ | ------------------ | --------- | --------- | ------------------ | ------------------ | ------------------ | -------------------- | -------------------- | -------------------- | ------------- | ------------- | ------------- | ------ | ------ |
| 2013–14            | «Ноттс Каунті»     | 1Л (ІІІ)           | 37        | 12        | КА+КЛ              | 1+2                | 0+1                | -                    | -                    | -                    | ТФЛ           | 1             | 1             | 41     | 14     |
| 2014–15            | «Селтік»           | П                  | 17        | 2         | КШ+КЛ              | 0+2                | 0                  | ЛЧ+ЛЄ                | 6+5                  | 3+0                  | -             | -             | -             | 30     | 5      |
| 2015–16            | «Селтік»           | П                  | 27        | 4         | КШ+КЛ              | 3+2                | 1+0                | ЛЧ+ЛЄ                | 0+2                  | 1                    | -             | -             | -             | 34     | 6      |
| 2016–17            | «Селтік»           | П                  | 31        | 6         | КШ+КЛ              | 4+2                | 1+0                | ЛЧ                   | 9                    | 0                    | -             | -             | -             | 46     | 7      |
| 2017–18            | «Селтік»           | П                  | 21        | 5         | КШ+КЛ              | 0+4                | 0+1                | ЛЧ                   | 7                    | 1                    | -             | -             | -             | 32     | 7      |
| Усього за «Селтік» | Усього за «Селтік» | Усього за «Селтік» | 96        | 17        |                    | 17                 | 3                  |                      | 29                   | 5                    |               | -             | -             | 142    | 25     |
| Усього за кар'єру  | Усього за кар'єру  | Усього за кар'єру  | 133       | 29        |                    | 20                 | 4                  |                      | 29                   | 5                    |               | 1             | 1             | 183    | 39     |

## Титули і досягнення
- Чемпіон Шотландії (10):

«Селтік»: 2014–15, 2015–16, 2016–17, 2017–18, 2018–19, 2019–20, 2021–22, 2022–23, 2023–24, 2024–25
- Володар Кубка шотландської ліги (8):

«Селтік»: 2014–15, 2016–17, 2017–18, 2018–19, 2019–20, 2021–22, 2022–23, 2024–25
- Володар Кубка Шотландії (6):

«Селтік»: 2016–17, 2017–18, 2018–19, 2019–20, 2022–23, 2023–24